# Szociálkonstruktivizmus
A szociálkonstruktivizmus (röviden konstruktivizmus) az emberi tudatosság szerepét hangsúlyozza a világpolitikában. A konstruktivisták szerint a világot az emberek gondolataikkal, elképzeléseikkel teremtik. Ezek az elképzelések – egymás szándékairól vallott hiedelmek vagy kalkulációk – határozzák meg egymáshoz való viszonyunkat, és a politikusok egymáshoz való viszonyát. A világ nem valami rajtunk kívül álló képződmény, hanem az emberi gondolat, kimondott szó, tevékenység eredménye. 
A konstruktivista felfogással szemben a nemzetközi politikaelméletek többsége, de különösen a realizmus (vagy neorealizmus) materialista alapokon nyugszik. Az anyagi erő eloszlására fókuszál. Arra, hogy a nemzetközi rendszerben melyik állam mekkora katonai erővel és gazdasági hatalommal rendelkezik, és ez miképpen befolyásolja a hatalmi egyensúlyi rendszer (balance of power) működését. Az egyes államok lehetőségei a neorealizmus értelmében fizikai képességeik függvényeként értelmezhető.
A konstruktivisták szerint a nemzetközi politikát az egyének, elsősorban az államvezetők teremtik. Mindennek az alapja a gondolat. A jelenben egymásról vallott elképzeléseinket is nagyban befolyásolták az eszmei elődök, akik annak idején kigondolták és ezzel létrehozták a nemzetközi rendszert. 
Következésképpen, ha megváltoztatjuk a nemzetközi rendszerről vallott elképzeléseinket – állítja Alexander Wendt –, előbb-utóbb megváltozik maga a rendszer is. „Az anarchia nem más, mint amivé az államok teszik.“ (Wendt, 1992). Az állítás közhelyesnek tűnhet, de hihetetlen erő lakozik benne. Ezek szerint a gondolat erejével a világ alakítható.
A szociálkonstruktivizmus tulajdonképpen egy metaelmélet. Az elméletekről szóló elmélet, vagy másképpen fogalmazva az elméletek fölött álló elmélet. A szociálkonstruktivisták ugyanis a nemzetközi rendszerről vallott elképzeléseket tekintik elsődlegesnek.